# Leistungsspange

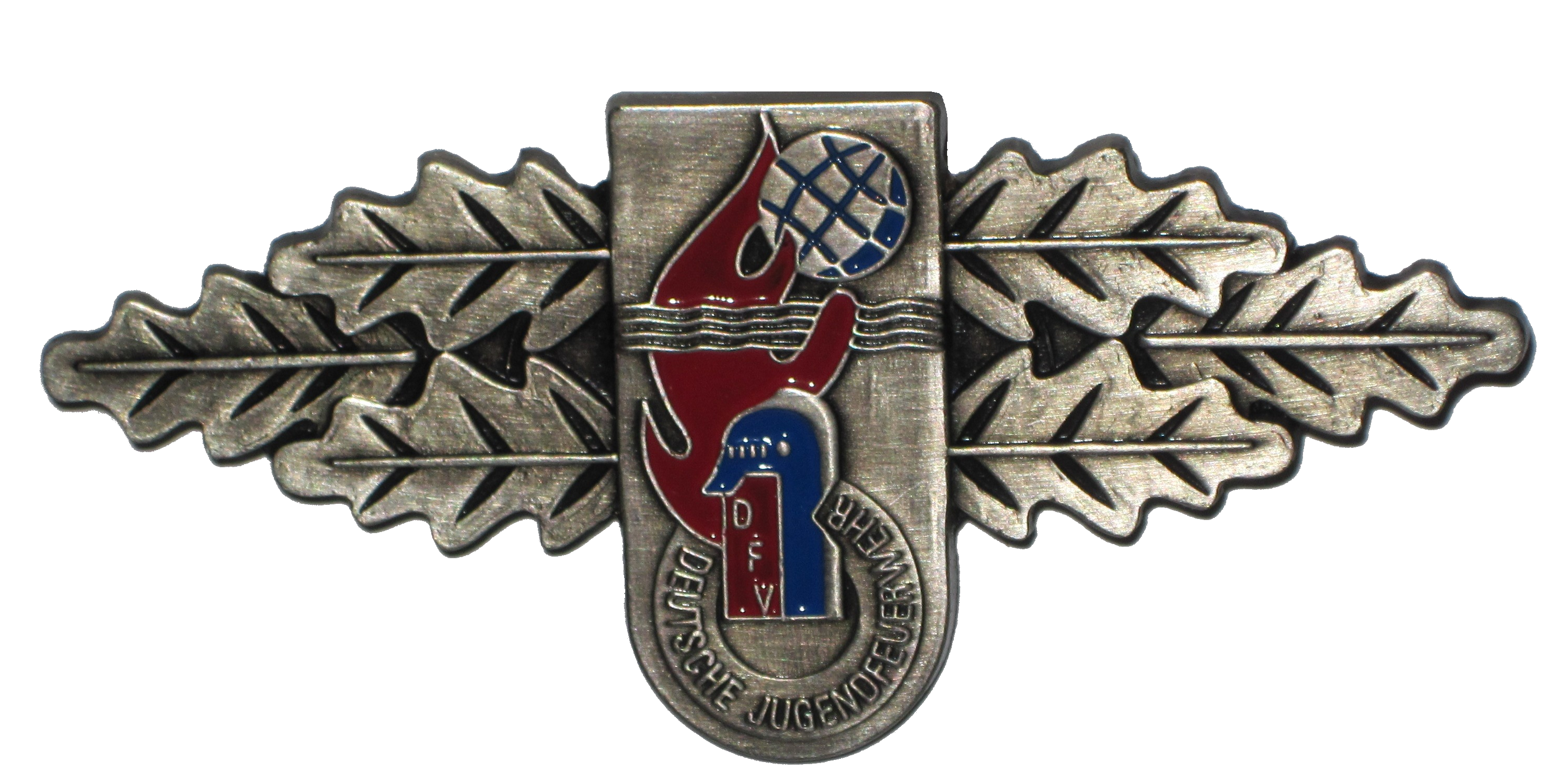
Die Leistungsspange

Die Leistungsspange ist die höchste Auszeichnung, die ein Jugendfeuerwehrangehöriger innerhalb der Deutschen Jugendfeuerwehr erreichen kann. Sie wurde auf Empfehlung des Deutschen Jugendfeuerwehr-Ausschusses vom Präsidenten des Deutschen Feuerwehrverbandes gestiftet. Die Verleihung erfolgt nach einer erfolgreichen Abnahmeprüfung. An dieser Prüfung kann jeder Jugendfeuerwehrangehörige innerhalb einer Gruppe oder Staffel teilnehmen, der mindestens 15, maximal 18 Jahre alt und mindestens ein Jahr in einer Jugendfeuerwehr Mitglied ist. Aufgrund der durch die COVID-19-Pandemie bedingten Einschränkungen für die Jugendfeuerwehren bestand in den Jahren 2021 und 2022 die Ausnahmeregelung, dass auch Feuerwehrangehörige über 18 Jahren die Leistungsspange erwerben konnten. Die Bedingung hierfür war eine mindestens einjährige Mitgliedschaft in der Jugendfeuerwehr. Seit dem 18. November 2023 ist neben der Abnahme als Gruppe auch eine Abnahme als Staffel möglich.

## Prüfung

### Bekleidung
Die Gruppen treten zur Leistungsbewertung im Übungsanzug mit Schutzhelm und Schutzhandschuhen nach DJF-Bekleidungsrichtlinie sowie festem Schuhwerk an.
Bei den feuerwehrtechnischen Übungsteilen sind die Schutzhandschuhe zu tragen.
Das Kugelstoßen und der Staffellauf werden in Sportzeug (Spikes- und Stollenschuhe nicht zulässig) durchgeführt.

### Leistungsbewertung

#### Allgemeiner Gesamteindruck
Die Leistungsbewertung erstreckt sich auf gute persönliche Haltung und geordnetes und geschlossenes Auftreten, auf Schnelligkeit und Ausdauer, Körperstärke und Körpergewandtheit und auf ausreichendes feuerwehrtechnisches und allgemeines Wissen und Können.
Hierbei ist die erfolgversprechende Gemeinschaftsleistung der Gruppe am wichtigsten, denn der Stärkere hilft dem Schwächeren.
Bei allen Aufgaben wird nicht nur die erbrachte Leistung, sondern auch der Gesamteindruck beurteilt. Alle fünf Noten werden addiert und dann durch fünf geteilt. Für die Durchschnittsnote bekommt die Gruppe Punkte, diese sind wie folgt aufgeteilt:
- 0 Punkte für mangelhaft / die Gruppe hat nicht bestanden
- 1 Punkt für genügend / die Gruppe hat bestanden
- 2 Punkte für befriedigend / die Gruppe hat befriedigend bestanden
- 3 Punkte für gut / die Gruppe hat gut bestanden
- 4 Punkte für sehr gut / die Gruppe hat sehr gut bestanden

#### Wertungsteile
Die Punkte der jeweiligen Wertungsteile werden vom jeweiligen Wertungsrichter in ein Wertungsblatt eingetragen. Bei jeder Disziplin kann die Gruppe zwischen null und vier Punkten erreichen.

#### Berechnung
Die Punkte der Disziplinen werden addiert, dazu kommt die Punktzahl des Gesamteindruckes. Wenn diese zusammen zehn oder mehr ergeben, gilt die Leistungsspange als bestanden.
Die Gruppe scheidet aus:
- wenn sie weniger als 10 Gesamtpunkte erreicht hat
- wenn sie beim Gesamteindruck mangelhaft bekommen hat
- wenn sie 0 Punkte in einer Disziplin erreicht hat (die Leistungsspange kann frühestens nach vier Wochen wiederholt werden)
- wenn die Gesamtpunktzahl 10 beträgt, aber die Gruppe bei einer Disziplin mit 0 Punkten bewertet wurde. (Diese Disziplin kann auf derselben Veranstaltung wiederholt werden. Bei einer 0-Wertung bei Löschangriff oder Fragenbeantwortung kann die Leistungsspangenbewertung erst nach vier Wochen wiederholt werden.)

### Aufgaben
Die Absolventen müssen in einer Gruppe fünf verschiedene Aufgaben bewältigen.

#### Auslegen einer Schlauchleitung als „Schnelligkeitsübung“
Bei der Schnelligkeitsübung muss die Gruppe acht doppelt gerollte, die Staffel fünf doppelt gerollte C-Schläuche hintereinander auslegen (Gesamtlänge 75 Meter bzw. 120 Meter), die jeweils von zwei Jugendlichen gekuppelt werden. Die Übung beginnt hinter der Startlinie, die Schläuche stehen oder liegen auf dem Boden. Die Mannschaft steht nebeneinander einen Meter dahinter. Der Sprecher bekommt das Startsignal gegeben und wiederholt dies, dann läuft die Mannschaft los und legt die Schlauchleitung aus. Die Übung ist beendet, wenn die Schlauchleitung ohne Verdrehung innerhalb von 75 Sekunden ausgelegt und die Mannschaft an der Ziellinie nebeneinander Aufstellung genommen hat. Beide Mannschaft müssen bis zur 120 Meter durchlaufen.

Schnelligkeitsübung

Es gibt dabei folgende zu erreichende Punktzahlen:
| Gruppe           | Staffel          | Punktzahl |
| ---------------- | ---------------- | --------- |
| über 75 Sekunden | über 70 Sekunden | 0 Punkte  |
| bis 75 Sekunden  | bis 70 Sekunden  | 1 Punkt   |
| bis 65 Sekunden  | bis 60 Sekunden  | 2 Punkte  |
| bis 60 Sekunden  | bis 55 Sekunden  | 3 Punkte  |
| bis 55 Sekunden  | bis 50 Sekunden  | 4 Punkte  |

#### Kugelstoßen
Beim Kugelstoßen muss jeder aus der Gruppe einmal die Kugel stoßen, dabei ist ein Anlauf von zwei Schritten erlaubt. Nachdem jeder Spieler gestoßen hat, muss die Kugel mindestens 55 Meter zurückgelegt haben. Die männlichen Teilnehmer verwenden eine Kugel mit 4 kg Gewicht, die weiblichen eine Kugel mit 3 kg Gewicht. Der erste Teilnehmer stößt die Kugel von der Startlinie, der zweite von dem Punkt, an dem die Kugel vom ersten Teilnehmer eingeschlagen ist und so weiter. Der letzte Teilnehmer muss mit seinem Stoß die 55 Meter-Marke erreicht haben, damit die Aufgabe erfüllt ist. Alternativ ist auch das Werfen aus einem Kugelstoßring heraus möglich. Hierbei wird die erzielte Weite der Teilnehmer addiert.
Es gibt dabei folgende zu erreichende Punktzahlen:
| Gruppe         | Staffel        | Punktzahl |
| -------------- | -------------- | --------- |
| unter 55 Meter | unter 36 Meter | 0 Punkte  |
| bis 59 Meter   | bis 39 Meter   | 1 Punkt   |
| bis 64 Meter   | bis 42 Meter   | 2 Punkte  |
| bis 70 Meter   | bis 46 Meter   | 3 Punkte  |
| über 70 Meter  | über 46 Meter  | 4 Punkte  |

#### Staffellauf
Beim Staffellauf muss die Gruppe 1500 Meter, die Staffel 1000 Meter laufen, jeder der neun bzw. sechs Teilnehmer muss einen Teil der Strecke laufen, wie viel jeder einzelne dabei zurücklegt wird von der Jugendfeuerwehr – unter Berücksichtigung der jeweiligen Laufstärke – selbst festgelegt. Nachdem der erste Läufer seine Strecke zurückgelegt hat übergibt er das Staffelholz an den nächsten, der läuft dann seine Strecke und übergibt das Staffelholz wieder dem nächsten und so weiter. Wenn der letzte die 1500-Meter-Marke bzw. 1000-Meter-Marke erreicht hat dürfen 4 Minuten 15 bzw. 2 Minuten 50 nicht überschritten sein damit die Aufgabe erfüllt ist.
Es gibt dabei folgende zu erreichende Punktzahlen:
| Gruppe      | Staffel     | Punktzahl |
| ----------- | ----------- | --------- |
| über 4′ 15″ | über 2′ 50″ | 0 Punkte  |
| bis 4′ 15″  | bis 2′ 50″  | 1 Punkt   |
| bis 4′ 00″  | bis 2′ 40″  | 2 Punkte  |
| bis 3′ 45″  | bis 2′ 30″  | 3 Punkte  |
| bis 3′ 30″  | bis 2′ 20″  | 4 Punkte  |

#### Löschangriff

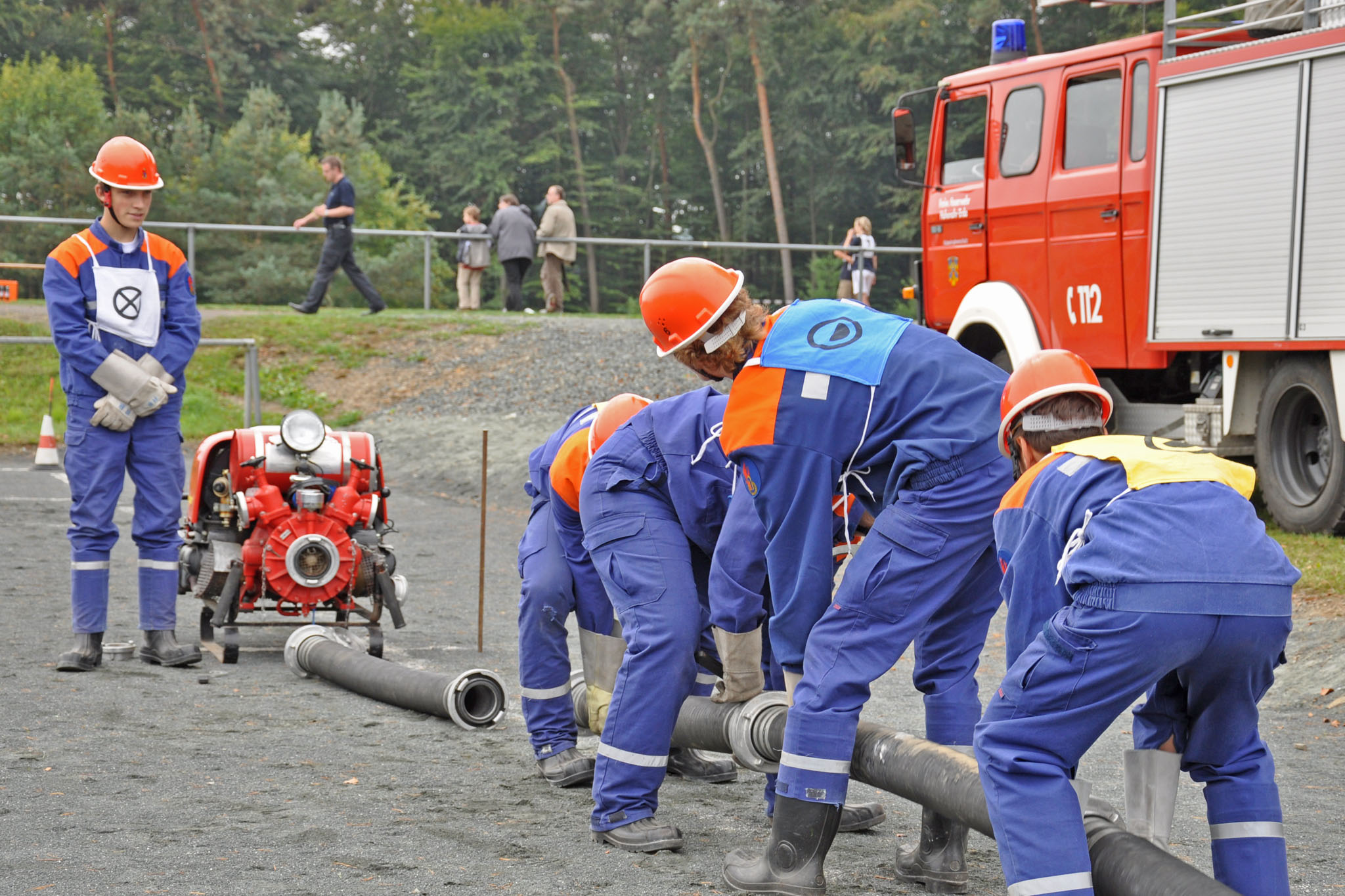
Aufbau der Saugleitung

Es muss ein Löschangriff mit Wasserentnahme offenes Gewässer und der Vornahme von drei C-Rohren, ohne der Annahme von besonderen Lagen, nach FwDV 3 durchgeführt werden. Der Löschangriff wird „trocken“ durchgeführt. Eine Nullwertung gibt es, wenn theoretisch nicht die Möglichkeit besteht an einem Rohr Wasser abzugeben und wenn der Löschangriff nicht nach der geforderten FwDV 3 („Einheiten im Löscheinsatz“) vorgetragen wurde. Bei dieser Aufgabe wird die Gruppe von drei Bewertern geprüft. Der Wertungsrichter 4 (für Löschangriff) die Leistung der einzelnen. Der Wertungsrichter bewertet, nach Anhörung der einzelnen Bewerter der Mannschaftsteile, die gesamte Gruppenleistung.
Wenn beim Löschangriff eine Nullwertung erfolgte, darf dieser nicht wiederholt werden. Das bedeutet, dass die Gruppe die Leistungsspange nicht bestanden hat.
Die Übung hat kein Zeitlimit, muss jedoch zügig bestanden werden.

#### Beantwortung von Fragen
Alle Angehörigen der Gruppe haben Fragen aus folgenden Gebieten zu beantworten:
- Organisation
- Ausrüstung
- Geräte
- Löschmittel
- Löschverfahren der Feuerwehr
- Unfallverhütung
- Gesellschafts- und Jugendpolitik

Die Verwendung von fest vorgegebenen Fragenkatalogen ist dabei unzulässig.